# Padillův záliv

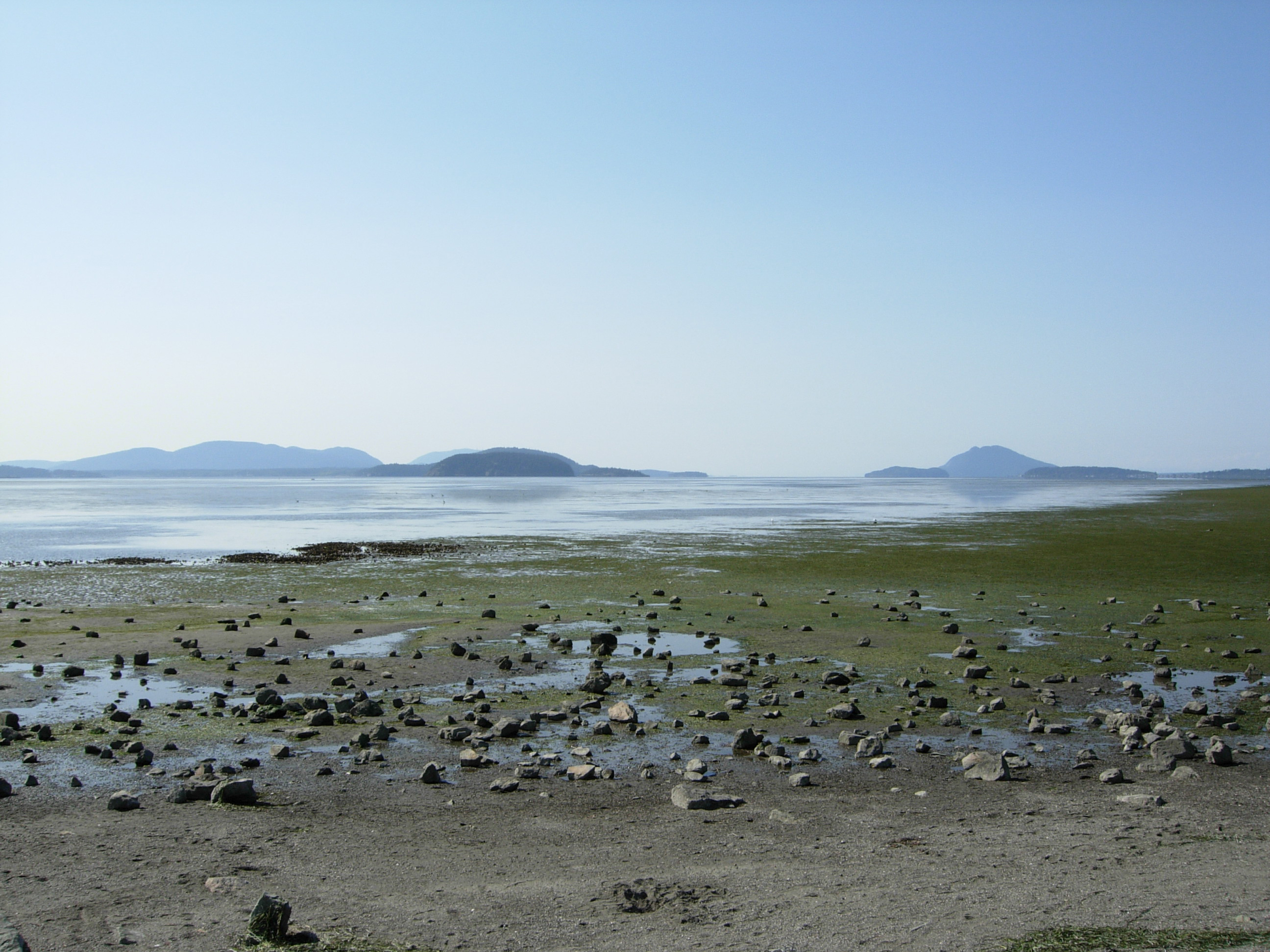
Pohled na záliv z obce Bay View.

Padillův záliv se nachází v americkém státě Washington, mezi pevninou a souostrovím svatého Jana. Západně od zálivu leží Güemesův ostrov a Fidalgův ostrov, který ale do souostroví nepatří. Mezi ostrovy leží Güemesův průliv, který spojuje záliv s Rosariouvou úžinou. Na sever od zálivu leží Samišský ostrov, za kterým je Samišský záliv a Bellinghamův záliv.

## Historie
V roce 1791 objevil záliv španělský námořník José María Narváez a pojmenoval ho Seno Padillo po místokráli Nového Španělska Juanu Vicentu de Güemesovi Padillovi Horcasitasovi.

## Estuár
Padillův záliv je přílivový záliv a estuár řeky Skagit. Při přílivu je zatopený úplně, zatímco při odlivu se objevuje wattové pobřeží, které je útočištěm mnoha druhů ptáků a zvířat. Záliv je velice mělký a i v polovině má hloubku pouhé čtyři metry. Část zálivu obsahuje různé hráze, které byly postaveny za účelem udělat z něj zemědělské území.

## Rezervace
32 km² zálivu chrání Národní rezervace pro výzkum estuárů Padillův záliv, do které patří Breazealovo výkladové centrum, obsahující výstavu přírodní historie a ekologie zálivu, rybí nádrže, praktické centrum a vzdělávací kino.
Centrum dále obsahuje vzdělávací místnosti, výzkumná zázemí a veřejný přístup na pláž. Jedná se o velice oblíbené místo pro studium studentů Western Washington University a University of Washington.
Do systému národních rezervací pro výzkum estuárů byl záliv zařazen v roce 1980. Spravuje jej Ministerstvo ekologie státu Washington a nachází se zde několik turistických stezek. Na vyhlídkové místo vede stezka s bezbariérovým přístupem a také se zde nachází téměř 4 kilometry dlouhá pobřežní stezka.
Nejbližším městem je 10 kilometrů vzdálené Anacortes.